# Svetlana Noskova
Svetlana Aleksándrovna Noskova –en ruso, Светлана Александровна Носкова– (25 de marzo de 1975) es una deportista rusa que compitió en taekwondo. Ganó tres medallas en el Campeonato Europeo de Taekwondo entre los años 1994 y 2002.

## Palmarés internacional
| Campeonato Europeo | Campeonato Europeo | Campeonato Europeo | Campeonato Europeo |
| Año                | Lugar              | Medalla            | Categoría          |
| ------------------ | ------------------ | ------------------ | ------------------ |
| 1994               | Zagreb (Croacia)   | Medalla de oro     | –47 kg             |
| 2000               | Patras (Grecia)    | Medalla de oro     | –51 kg             |
| 2002               | Samsun (Turquía)   | Medalla de bronce  | –51 kg             |